# Liste der Kulturdenkmale in Herrenberg

In der Liste der Kulturdenkmale in Herrenberg sind Bau- und Kunstdenkmale der Stadt Herrenberg verzeichnet, die im „Verzeichnis der unbeweglichen Bau- und Kunstdenkmale und der zu prüfenden Objekte“ des Landesamts für Denkmalpflege Baden-Württemberg verzeichnet sind. Dieses Verzeichnis ist nicht öffentlich und kann nur bei „berechtigtem Interesse“ eingesehen werden. Die folgende Liste ist daher nicht vollständig und beruht auf anderweitig veröffentlichten Angaben.

## Liste

### Gesamtanlage Altstadt
| Bild           | Bezeichnung                                                                                             | Lage | Datierung                   | Beschreibung | ID |
| -------------- | --- | --- | --------------------------- | --- | -- |
|                | Südliche und westliche Stadtbefestigung, Stadtmauerreste                                                | Außenwände der Gebäude Badgasse 19, 25, 29, 31, Bronngasse 13a, Küfergasse 4, Spitalgasse 2, 4, 6, 8, 20, 22, 28, 34, 38, 40 und Tübinger Straße 30. | um 1200                     | Geschützt sind die Reste der Stadtmauer im Bereich der südlichen und westlichen Altstadt mit allen oberirdischen und im Boden befindlichen Teilen sowie dem Grabenbereich Geschützt nach § 2 DSchG |    |
| Weitere Bilder | Nordöstliche Stadtbefestigung am Schlossberg                                                            | Hagtor, Außenwand der Gebäude Schlossberg 1, Schuhgasse 23, 25, 27.                                                                                  | um 1200                     | Geschützt sind die Reste der Stadtmauer im Bereich der südlichen und westlichen Altstadt mit allen oberirdischen und im Boden befindlichen Teilen sowie dem Grabenbereich Geschützt nach §§ 28 (12) DSchG |    |
| Weitere Bilder | Evangelisches Pfarrhaus Herrenberg                                                                      | Am Burgrain 2 (Karte) | Mitte des 17. Jahrhunderts  | Alleinstehender zweigeschossiger Fachwerkhaus in Hanglage. Das Kellergeschoss ist aus Naturstein gemauert. Auffällig ist das Rundbogen-Kellertor, kielbogig gefaste Schwellbalken, Satteldach über zwei Dachgeschossebenen mit Schleppgaube. Geschützt nach § 2 DSchG                                                                   |    |
|                | Wohnhaus Am Burgrain 3                                                                                  | Am Burgrain 3 (Karte) | um 1900                     | | BW |
|                | Garten Am Burgrain                                                                                      | Am Burgrain (Karte) |                             | Garten südlich der Straße Am Burgrain zwischen den Gebäuden Nr. 2 und 4. Geschützt nach § 2 DSchG | BW |
|                | Wohnhaus Am Burgrain 5                                                                                  | Am Burgrain 5 | Anfang des 20. Jahrhunderts | |    |
|                | Wohnhaus Am Burgrain 6                                                                                  | Am Burgrain 6 (Karte) | 17. Jahrhundert             | | BW |
| Weitere Bilder | Wohnhaus Am Burgrain 7                                                                                  | Am Burgrain 7 (Karte) | 15./16. Jahrhundert         | Geschützt nach § 2 DSchG |    |
|                | Wohnhaus Am Burgrain 9                                                                                  | Am Burgrain 9 (Karte) | 15./16. Jahrhundert         | Geschützt nach § 2 DSchG |    |
|                | Wohnhaus Am Burgrain 10                                                                                 | Am Burgrain 10 (Karte) | 17./18. Jahrhundert         | | BW |
|                | Wohnhaus Am Burgrain 11                                                                                 | Am Burgrain 11 (Karte) | 17. Jahrhundert             | | BW |
|                | Wohnhaus Am Burgrain 14                                                                                 | Am Burgrain 14 (Karte) | 17., 18. Jahrhundert        | | BW |
| Weitere Bilder | Wohnhaus Am Burgrain 15                                                                                 | Am Burgrain 15 (Karte) | 1647                        | Geschützt nach § 2 DSchG |    |
|                | Wohnhaus Am Burgrain 16                                                                                 | Am Burgrain 16 (Karte) | 17. Jahrhundert             | | BW |
|                | Wohnhaus Am Burgrain 17                                                                                 | Am Burgrain 17 (Karte) | 19. Jahrhundert             | | BW |
|                | Wohnhaus Am Burgrain 18                                                                                 | Am Burgrain 18 (Karte) | 17. Jahrhundert             | | BW |
|                | Wohnhaus Am Burgrain 19                                                                                 | Am Burgrain 19 (Karte) | 19. Jahrhundert             | | BW |
| Weitere Bilder | Wohnhaus Am Burgrain 20                                                                                 | Am Burgrain 20 (Karte) | 16./17. Jahrhundert         | Geschützt nach § 2 DSchG |    |
|                | Garten Am Burgrain                                                                                      | Am Burgrain (Karte) |                             | Garten südlich unterhalb der massiven Hofummauerung des Dekanats (Schlossberg 1), hinter den Gebäuden Am Burgrain Nr. 19 und 21. | BW |
|                | Wohnhaus Am Burgrain 27                                                                                 | Am Burgrain 27 (Karte) | 16./17. Jahrhundert         | | BW |
|                | Wohnhaus Am Burgrain 31                                                                                 | Am Burgrain 31 (Karte) | 18./19. Jahrhundert         | | BW |
| Weitere Bilder | Hahnenbrunnen                                                                                           | Am Burgrain / Ecke Kirchgasse (Karte) | 1895                        | Als Hahnenbrunnen erstellter, heute selbstlaufender, gusseiserner Brunnen. Geschützt nach § 2 DSchG |    |
|                | Wohnhaus Badgasse 2                                                                                     | Badgasse 2 (Karte) | 16. Jahrhundert             | Geschützt nach § 2 DSchG |    |
|                | Wohnhaus Badgasse 15                                                                                    | Badgasse 15 (Karte) | 17./18. Jahrhundert         | | BW |
|                | Ehemalige Scheune, Wohn- und Gasthaus „Tenne“                                                           | Badgasse 19 (Karte) | 17. Jahrhundert             | Geschützt nach § 2 DSchG |    |
| Weitere Bilder | Wohnhaus Badgasse 21                                                                                    | Badgasse 21 (Karte) | 1636                        | Geschützt nach § 2 DSchG |    |
|                | Wohnhaus Badgasse 25                                                                                    | Badgasse 25 (Karte) | 19. Jahrhundert             | | BW |
| Weitere Bilder | Wohnhaus Badgasse 27                                                                                    | Badgasse 27 (Karte) | 16./17. Jahrhundert         | Geschützt nach § 2 DSchG |    |
|                | Scheune Badgasse 29                                                                                     | Badgasse 29 (Karte) | 17. Jahrhundert             | Geschützt nach § 2 DSchG |    |
| Weitere Bilder | Ehemaliges Gasthaus „Schwanen“                                                                          | Bronngasse 1 (Karte) | Mitte 17. Jahrhundert       | Geschützt nach § 2 DSchG |    |
| Weitere Bilder | Wohnhaus Bronngasse 2                                                                                   | Bronngasse 2 (Karte) | 17. Jahrhundert             | Geschützt nach § 2 DSchG |    |
|                | Wohnhaus Bronngasse 3                                                                                   | Bronngasse 3 (Karte) | 1613                        | Geschützt nach § 2 DSchG | BW |
|                | Keller Bronngasse 4                                                                                     | Bronngasse 4 (Karte) | 15. Jahrhundert             | Gewölbekeller des 15. Jahrhunderts unter einem modernen Wohngebäude. Geschützt nach § 2 DSchG | BW |
|                | Wohnhaus Bronngasse 7                                                                                   | Bronngasse 7 (Karte) | 17./18. Jahrhundert         | |    |
|                | Wohnhaus Bronngasse 9                                                                                   | Bronngasse 9 (Karte) | 17./18. Jahrhundert         | |    |
| Weitere Bilder | Wohnhaus Bronngasse 10                                                                                  | Bronngasse 10 (Karte) | 17. Jahrhundert             | Geschützt nach § 2 DSchG |    |
| Weitere Bilder | Wohnhaus Bronngasse 12                                                                                  | Bronngasse 12 (Karte) | 17./18. Jahrhundert         | |    |
| Weitere Bilder | Bebenhäuser Pfleghof, Kameralamt, Schulhaus, Vereinshaus                                                | Bronngasse 13 (Karte) | 1484                        | Geschützt nach § 2 DSchG |    |
|                | Eichamt, Ladenlokal                                                                                     | Bronngasse 13a (Karte) | 19. Jahrhundert             | Geschützt nach § 2 DSchG |    |
|                | Wohnhaus Bronngasse 14                                                                                  | Bronngasse 14 (Karte) | 17./18. Jahrhundert         | | BW |
| Weitere Bilder | Wohn- und Geschäftshaus Bronngasse 16                                                                   | Bronngasse 16 (Karte) | 1630                        | Geschützt nach § 2 DSchG |    |
|                | Wohnhaus Bronngasse 17                                                                                  | Bronngasse 17 (Karte) | 19./20. Jahrhundert         | |    |
| Weitere Bilder | Gehöft mit Wohnhaus und ehemaliger Scheune Froschgasse 3,5                                              | Froschgasse 3,5 (Karte) | 16./17. Jahrhundert         | Geschützt nach § 2 DSchG |    |
|                | Wohnhaus Froschgasse 6                                                                                  | Froschgasse 6 (Karte) | 19. Jahrhundert             | | BW |
| Weitere Bilder | Ehemalige Scheune, Wohnhaus Froschgasse 8                                                               | Froschgasse 8 (Karte) | 17./18. Jahrhundert         | Geschützt nach § 2 DSchG |    |
| Weitere Bilder | Wohnhaus Froschgasse 9                                                                                  | Froschgasse 9 (Karte) | 15./16. Jahrhundert         | Geschützt nach § 2 DSchG |    |
|                | Wohnhaus Froschgasse 10                                                                                 | Froschgasse 10 (Karte) | 17./18. Jahrhundert         | | BW |
| Weitere Bilder | Wohnhaus und herzoglicher Hundestall                                                                    | Froschgasse 13, 15 (Karte) | 15./16. Jahrhundert         | Geschützt nach § 2 DSchG |    |
|                | Gehöft mit Wohnhaus und ehemaliger Scheune                                                              | Froschgasse 17, 19 (Karte) | 17. Jahrhundert             | | BW |
|                | Wohnhaus Froschgasse 18                                                                                 | Froschgasse 18 (Karte) | 17./18. Jahrhundert         | | BW |
|                | Wohnhaus Froschgasse 18/1                                                                               | Froschgasse 18/1 (Karte) | 17./18. Jahrhundert         | | BW |
|                | Wohnhaus Hasenplatz 9                                                                                   | Hasenplatz 9 (Karte) | 18./19. Jahrhundert         | | BW |
|                | Wohnhaus Hindenburgstraße 1                                                                             | Hindenburgstraße 1 (Karte) | Frühes 19. Jahrhundert      | | BW |
|                | Wohnhaus Hindenburgstraße 3                                                                             | Hindenburgstraße 3 (Karte) | 18./19. Jahrhundert         | | BW |
|                | Ehemaliges Oberamtsgericht, Wohn- und Geschäftshaus                                                     | Hindenburgstraße 7 (Karte) | 1830/31                     | Geschützt nach § 2 DSchG | BW |
|                | Wohnhaus Hindenburgstraße 13                                                                            | Hindenburgstraße 13 (Karte) | Spätes 19. Jahrhundert      | | BW |
|                | Wohnhaus Hindenburgstraße 15                                                                            | Hindenburgstraße 15 (Karte) | Spätes 19. Jahrhundert      | | BW |
|                | Weingärtnerhaus, Wohnhaus Hirschgasse 3                                                                 | Hirschgasse 3 (Karte) | 1594                        | Geschützt nach § 2 DSchG |    |
| Weitere Bilder | Scheune Hirschgasse 4                                                                                   | Hirschgasse 4 (Karte) | 1685                        | Geschützt nach § 2 DSchG |    |
|                | Ziehbrunnen hinter Hirschgasse 12                                                                       | Hinter Hirschgasse 12 (Karte) | Mittelalter                 | Runder Schacht eines mittelalterlichen Ziehbrunnens südlich des Gebäudes Nr. 12. Geschützt nach § 2 DSchG | BW |
| Weitere Bilder | Weingärtnerhaus, Wohnhaus Hirschgasse 16                                                                | Hirschgasse 16 (Karte) | 1724                        | Geschützt nach § 2 DSchG |    |
|                | Ehemalige Scheune, Wohnhaus Hirschgasse 18                                                              | Hirschgasse 18 (Karte) | 18./19. Jahrhundert         | | BW |
| Weitere Bilder | Wohnhaus Hirschplan 4, 6                                                                                | Hirschplan 4, 6 (Karte) | 17./18. Jahrhundert         | Geschützt nach § 2 DSchG |    |
| Weitere Bilder | Wohnhaus Hirschplan 5                                                                                   | Hirschplan 5 (Karte) | Frühes 17. Jahrhundert      | Geschützt nach § 2 DSchG |    |
| Weitere Bilder | Wohnhaus Kirchgasse 1                                                                                   | Kirchgasse 1 (Karte) | Mitte 17. Jahrhundert       | Geschützt nach § 2 DSchG |    |
| Weitere Bilder | Herrschaftliche Vogtei und Kellerei, Oberamtsgebäude, Landratsamt, Verwaltungsgebäude Kirchgasse 2      | Kirchgasse 2 (Karte) | 1655                        | Früheres Oberamtsgebäude des Oberamtes Herrenberg. Geschützt nach § 2 DSchG |    |
| Weitere Bilder | Ehemaliges Mesnerhaus, Wohnhaus Kirchgasse 3                                                            | Kirchgasse 3 (Karte) | 1646                        | Geschützt nach § 2 DSchG |    |
| Weitere Bilder | Ehemaliges Pfründhaus, Wohnhaus Kirchgasse 5                                                            | Kirchgasse 5 (Karte) | 1654                        | Geschützt nach § 2 DSchG |    |
| Weitere Bilder | Stiftskirche Unserer Lieben Frau, Evangelische Pfarrkirche                                              | Kirchgasse 7 (Karte) | 1276                        | Stiftskirche Unserer Lieben Frau, Evangelische Pfarrkirche. Geschützt nach § 28 DSchG |    |
|                | Ehemaliges Pfründhaus, Wohnhaus Kirchgasse 8                                                            | Kirchgasse 8 (Karte) | 15./16. Jahrhundert         | | BW |
|                | Schlosswächterhaus, Wohnhaus Kirchgasse 11                                                              | Kirchgasse 11 (Karte) | 1466                        | Geschützt nach § 2 DSchG |    |
| Weitere Bilder | Wohn- und Geschäftshaus Marktplatz 1                                                                    | Marktplatz 1 (Karte) | 1642                        | Geschützt nach § 28 DSchG |    |
| Weitere Bilder | Wohn- und Geschäftshaus Marktplatz 2                                                                    | Marktplatz 2 (Karte) | um 1650                     | Geschützt nach § 28 DSchG |    |
| Weitere Bilder | Wohn- und Geschäftshaus Marktplatz 3                                                                    | Marktplatz 3 (Karte) | um 1640                     | Geschützt nach § 28 DSchG |    |
| Weitere Bilder | Wohn- und Geschäftshaus Marktplatz 4                                                                    | Marktplatz 4 (Karte) | um 1650                     | Geschützt nach § 28 DSchG |    |
| Weitere Bilder | Rathaus Herrenberg                                                                                      | Marktplatz 5 (Karte) | 1806                        | Geschützt nach § 28 DSchG |    |
| Weitere Bilder | Wohn- und Geschäftshaus Marktplatz 6                                                                    | Marktplatz 6 (Karte) | 1664                        | Geschützt nach § 28 DSchG |    |
| Weitere Bilder | Wohn- und Geschäftshaus Marktplatz 7                                                                    | Marktplatz 7 (Karte) | 1679                        | Geschützt nach § 28 DSchG |    |
| Weitere Bilder | Wohn- und Geschäftshaus Marktplatz 8                                                                    | Marktplatz 8 (Karte) | 1667                        | Geschützt nach § 28 DSchG |    |
| Weitere Bilder | Marktbrunnen Herrenberg                                                                                 | Marktplatz (Karte) | 1660                        | Laufbrunnen mit achteckigem Steintrog. Darauf eine Löwenplastik mit württembergischem Wappenschild auf einem säulenartigen Brunnenstock. Auf dem Säulenschaft befinden sich die Wappen des ehemaligen Obervogtes und des Bürgermeisters. Geschützt nach § 28 DSchG                                                                      |    |
| Weitere Bilder | Wohnhaus Rathausgasse 1                                                                                 | Rathausgasse 1 (Karte) | 17. Jahrhundert             | Geschützt nach § 2 DSchG |    |
| Weitere Bilder | Wohnhaus Rathausgasse 2                                                                                 | Rathausgasse 2 (Karte) | 17. Jahrhundert             | Geschützt nach § 2 DSchG |    |
| Weitere Bilder | Wohnhaus Rathausgasse 3                                                                                 | Rathausgasse 3 (Karte) | 17./18. Jahrhundert         | |    |
|                | Wohnhaus Rathausgasse 4                                                                                 | Rathausgasse 4 (Karte) | 17. Jahrhundert             | |    |
| Weitere Bilder | Wohnhaus Rathausgasse 5                                                                                 | Rathausgasse 5 (Karte) | 17./18. Jahrhundert         | |    |
|                | Wohnhaus Rathausgasse 8                                                                                 | Rathausgasse 8 (Karte) | 17./18. Jahrhundert         | | BW |
|                | Wohnhaus Rathausgasse 9                                                                                 | Rathausgasse 9 (Karte) | um 1650                     | |    |
| Weitere Bilder | Wohnhaus Rathausgasse 10                                                                                | Rathausgasse 10 (Karte) | 17./18. Jahrhundert         | |    |
| Weitere Bilder | Wohnhaus Rathausgasse 12                                                                                | Rathausgasse 12 (Karte) | 1684                        | Geschützt nach § 2 DSchG |    |
| Weitere Bilder | Wohnhaus Rathausgasse 13                                                                                | Rathausgasse 13 (Karte) | 15. Jahrhundert             | Geschützt nach § 2 DSchG |    |
| Weitere Bilder | Schlossberg                                                                                             | Schlossberg | 13. Jahrhundert             | Die ehemalige Vordere Burg mit Ringmauer, nördliche Schildmauer und Schenkelmauern, tonnengewölbter Keller, Gefängniszelle und Verlies im ehemaligen Pulverturm (heute Aussichtsturm). Geschützt nach § 28 DSchG |    |
| Weitere Bilder | Augustiner-Chorherrenstift, Propstei, Obervogtswohnung, Evangelisches Dekanat mit Garten und Freifläche | Schlossberg 1 (Karte) | 1439                        | Geschützt nach § 28 DSchG |    |
|                | Wasserhochbehälter                                                                                      | Schlossberg 9 | spätes 19. Jahrhundert      | |    |
|                | Doppelwohnhaus Schuhgasse 1, 3                                                                          | Schuhgasse 1, 3 (Karte) | spätes 19. Jahrhundert      | |    |
| Weitere Bilder | Altes Vogtshaus, Handelshaus, Wohn- und Geschäftshaus                                                   | Schuhgasse 2 (Karte) | Mitte 17. Jahrhundert       | Geschützt nach § 2 DSchG |    |
| Weitere Bilder | Wohnhaus Schuhgasse 4                                                                                   | Schuhgasse 4 (Karte) | 1717                        | Geschützt nach § 2 DSchG |    |
| Weitere Bilder | Doppelwohnhaus Schuhgasse 5/7                                                                           | Schuhgasse 5/7 (Karte) | 17. Jahrhundert             | Geschützt nach § 2 DSchG |    |
|                | Wohnhaus Schuhgasse 6                                                                                   | Schuhgasse 6 (Karte) | 17./18. Jahrhundert         | | BW |
| Weitere Bilder | Wohnhaus Schuhgasse 8                                                                                   | Schuhgasse 8 (Karte) | frühes 20. Jahrhundert      | |    |
|                | Wohnhaus Schuhgasse 9                                                                                   | Schuhgasse 9 (Karte) | 17./18. Jahrhundert         | |    |
| Weitere Bilder | Wohnhaus/Scheune Schuhgasse 10                                                                          | Schuhgasse 10 (Karte) | 1702                        | Geschützt nach § 2 DSchG |    |
| Weitere Bilder | Wohnhaus Schuhgasse 11                                                                                  | Schuhgasse 11 (Karte) | 17./18. Jahrhundert         | |    |
| Weitere Bilder | Marstall, Oberamtsgefängnis, Wohnhaus                                                                   | Schuhgasse 12 (Karte) | 1834                        | Geschützt nach § 2 DSchG |    |
|                | Wohnhaus Schuhgasse 13                                                                                  | Schuhgasse 13 (Karte) | 17./18. Jahrhundert         | | BW |
| Weitere Bilder | Wohnhaus Schuhgasse 14                                                                                  | Schuhgasse 14 (Karte) | 15. Jahrhundert             | Geschützt nach § 2 DSchG |    |
|                | Wohnhaus Schuhgasse 15                                                                                  | Schuhgasse 15 (Karte) | 17./18. Jahrhundert         | |    |
| Weitere Bilder | Wohnhaus Schuhgasse 16                                                                                  | Schuhgasse 16 (Karte) | 17. Jahrhundert             | Geschützt nach § 2 DSchG |    |
| Weitere Bilder | Wohnhaus Schuhgasse 18                                                                                  | Schuhgasse 18 (Karte) | 1644                        | Geschützt nach § 2 DSchG |    |
| Weitere Bilder | Wohnhaus Schuhgasse 20                                                                                  | Schuhgasse 20 (Karte) | 17. Jahrhundert             | Geschützt nach § 2 DSchG |    |
| Weitere Bilder | Wohnhaus Schuhgasse 21                                                                                  | Schuhgasse 21 (Karte) | 18. Jahrhundert             | Geschützt nach § 2 DSchG |    |
|                | Wohnhaus Schuhgasse 22                                                                                  | Schuhgasse 22 (Karte) | 18./19. Jahrhundert         | |    |
| Weitere Bilder | Ehemaliger Hirsauer Klosterhof, Deutsche Schule, Wohnhaus                                               | Schuhgasse 23 (Karte) | 1805                        | Geschützt nach § 2 DSchG |    |
| Weitere Bilder | Wohnhaus Schuhgasse 24                                                                                  | Schuhgasse 24 (Karte) | 1752                        | Geschützt nach § 2 DSchG |    |
|                | Wohnhaus Schuhgasse 25                                                                                  | Schuhgasse 25 (Karte) | 18. Jahrhundert             | | BW |
| Weitere Bilder | Wohnhaus Schuhgasse 27                                                                                  | Schuhgasse 27 (Karte) | 17. Jahrhundert             | Geschützt nach § 2 DSchG |    |
| Weitere Bilder | Königsbrunnen                                                                                           | Schuhgasse vor Nr. 12 (Karte) | 1910                        | Gusseiserner Laufbrunnen, bestehend aus einem Rechtecktrog mit Eckpilastern, einem pfeilerförmigen Brunnenstock mit Lotosblüten-Schmuckmotiv und einem Wasserlauf in schlichtem neoklassizistischem Stil. Geschützt nach § 2 DSchG |    |
|                | Wohnhaus Schulstraße 1                                                                                  | Schulstraße 1 (Karte) | 17./18. Jahrhundert         | | BW |
| Weitere Bilder | Wohn- und Geschäftshaus Schulstraße 2                                                                   | Schulstraße 2 | 17. Jahrhundert             | Geschützt nach § 2 DSchG |    |
| Weitere Bilder | Gasthaus „Lamm“                                                                                         | Schulstraße 3 | 17. Jahrhundert             | Geschützt nach § 2 DSchG |    |
| Weitere Bilder | Ehemalige Deutsche Schule                                                                               | Schulstraße 7 | 1799                        | Geschützt nach § 2 DSchG |    |
| Weitere Bilder | Wohnhaus Schulstraße 8                                                                                  | Schulstraße 8 | 17. Jahrhundert             | Geschützt nach § 2 DSchG |    |
|                | Ehemalige Volksschule                                                                                   | Schulstraße 24 (Karte) | 1752                        | Geschützt nach § 2 DSchG | BW |
|                | Wohnhaus Spitalgasse 3                                                                                  | Spitalgasse 3 | 19./20. Jahrhundert         | |    |
|                | Wohnhaus Spitalgasse 6                                                                                  | Spitalgasse 6 | 19. Jahrhundert             | |    |
|                | Wohnhaus Spitalgasse 8                                                                                  | Spitalgasse 8 | 18./19. Jahrhundert         | Geschützt nach § 2 DSchG |    |
|                | Wohnhaus Spitalgasse 9                                                                                  | Spitalgasse 9 | 17./18. Jahrhundert         | |    |
| Weitere Bilder | Wohnhaus Spitalgasse 11                                                                                 | Spitalgasse 11 | um 1650                     | Geschützt nach § 2 DSchG |    |
| Weitere Bilder | Wohnhaus Spitalgasse 12                                                                                 | Spitalgasse 12 | 17./18. Jahrhundert         | Geschützt nach § 2 DSchG |    |
| Weitere Bilder | Wohnhaus Spitalgasse 13                                                                                 | Spitalgasse 13 | 1637                        | Geschützt nach § 2 DSchG |    |
|                | Wohn- und Geschäftshaus Spitalgasse 14                                                                  | Spitalgasse 14 | 19. Jahrhundert             | |    |
| Weitere Bilder | Verwaltungsbau des Spitals, Lateinschule, Wohnhaus                                                      | Spitalgasse 15 | um 1640                     | Geschützt nach § 2 DSchG |    |
|                | Wohn- und Geschäftshaus Spitalgasse 16                                                                  | Spitalgasse 16 | 19. Jahrhundert             | |    |
| Weitere Bilder | Wohnhaus Spitalgasse 17                                                                                 | Spitalgasse 17 | 17. Jahrhundert             | Geschützt nach § 2 DSchG |    |
| Weitere Bilder | Wohnhaus Spitalgasse 19                                                                                 | Spitalgasse 19 | 1784                        | Geschützt nach § 2 DSchG |    |
| Weitere Bilder | Wohnhaus Spitalgasse 20 (ehemalige Scheune, südlicher Teil)                                             | Spitalgasse 20 | 17. Jahrhundert             | |    |
| Weitere Bilder | Doppel-Wohnhaus Spitalgasse 26 und 26/1                                                                 | Spitalgasse 26 | 17. Jahrhundert             | Geschützt nach § 2 DSchG |    |
|                | Scheune Spitalgasse 28                                                                                  | Spitalgasse 28 | 17./18. Jahrhundert         | |    |
| Weitere Bilder | Scheune Spitalgasse 30                                                                                  | Spitalgasse 30 | 17. Jahrhundert             | Geschützt nach § 2 DSchG |    |
|                | Scheune Spitalgasse 34                                                                                  | Spitalgasse 34 | 18. Jahrhundert             | Geschützt nach § 2 DSchG |    |
|                | Wohnhaus Spitalgasse 36                                                                                 | Spitalgasse 36 | 1639                        | Geschützt nach § 2 DSchG |    |
| Weitere Bilder | Einhaus Spitalgasse 38                                                                                  | Spitalgasse 38 | 16./17. Jahrhundert         | Geschützt nach § 2 DSchG |    |
| Weitere Bilder | Wohnhaus (ehemalige Scheune) Spitalgasse 40                                                             | Spitalgasse 40 | 17./18. Jahrhundert         | |    |
| Weitere Bilder | Wohnhaus (ehemalige Scheune) Spitalgasse 42                                                             | Spitalgasse 42 | 17./18. Jahrhundert         | |    |
|                | Laufbrunnen Spitalgasse Ecke Schulstraße                                                                | Spitalgasse Ecke Schulstraße | 1886                        | Gusseiserner Laufbrunnen, bestehend aus einem Rechtecktrog mit Pilastergliederung und floralen Schmuckelementen und einem Brunnenstock in Form eines Säulenschaftes mit Auslassrohr. Geschützt nach § 2 DSchG |    |
| Weitere Bilder | Ehemaliges Gasthaus „Blume“, Wohn- und Geschäftshaus                                                    | Stuttgarter Straße 2 | Mitte 17. Jahrhundert       | Geschützt nach § 2 DSchG |    |
|                | Wohn- und Geschäftshaus Stuttgarter Straße 3                                                            | Stuttgarter Straße 3 | 17. Jahrhundert             | Geschützt nach § 2 DSchG |    |
|                | Wohn- und Geschäftshaus Stuttgarter Straße 4                                                            | Stuttgarter Straße 4 | 17. Jahrhundert             | Geschützt nach § 2 DSchG |    |
| Weitere Bilder | Wohn- und Geschäftshaus Stuttgarter Straße 5                                                            | Stuttgarter Straße 5 | um 1650                     | Geschützt nach § 2 DSchG |    |
| Weitere Bilder | Wohn- und Geschäftshaus Stuttgarter Straße 7                                                            | Stuttgarter Straße 7 | 17. Jahrhundert             | Geschützt nach § 2 DSchG |    |
| Weitere Bilder | Wohn- und Geschäftshaus Stuttgarter Straße 8                                                            | Stuttgarter Straße 8 | 17. Jahrhundert             | Geschützt nach § 2 DSchG |    |
|                | Wohnhaus Stuttgarter Straße 9                                                                           | Stuttgarter Straße 9 | 17./18. Jahrhundert         | |    |
|                | Wohn- und Geschäftshaus Stuttgarter Straße 10                                                           | Stuttgarter Straße 10 | 17. Jahrhundert             | Geschützt nach § 2 DSchG |    |
| Weitere Bilder | Wohnhaus mit Scheune Stuttgarter Straße 11                                                              | Stuttgarter Straße 11 | Mitte 17. Jahrhundert       | Geschützt nach § 2 DSchG |    |
| Weitere Bilder | Wohn- und Geschäftshaus Stuttgarter Straße 12                                                           | Stuttgarter Straße 12 | Mitte 17. Jahrhundert       | Geschützt nach § 2 DSchG |    |
| Weitere Bilder | Wohn- und Geschäftshaus Stuttgarter Straße 13                                                           | Stuttgarter Straße 13 | Spätes 17. Jahrhundert      | Geschützt nach § 2 DSchG |    |
| Weitere Bilder | Wohn- und Geschäftshaus Stuttgarter Straße 14                                                           | Stuttgarter Straße 14 | 15./16. Jahrhundert         | Geschützt nach § 2 DSchG |    |
| Weitere Bilder | Wohn- und Geschäftshaus Stuttgarter Straße 15                                                           | Stuttgarter Straße 15 | Mitte 17. Jahrhundert       | Geschützt nach § 2 DSchG |    |
|                | Wohn- und Geschäftshaus Stuttgarter Straße 16                                                           | Stuttgarter Straße 16 | 17./18. Jahrhundert         | |    |
| Weitere Bilder | Wohn- und Geschäftshaus Stuttgarter Straße 17                                                           | Stuttgarter Straße 17 | 15./16. Jahrhundert         | |    |
| Weitere Bilder | Gasthaus „Zum Deutschen Kaiser“, Wohn- und Geschäftshaus                                                | Stuttgarter Straße 18 | 15./16. Jahrhundert         | Geschützt nach § 2 DSchG |    |
| Weitere Bilder | Wohnhaus mit Scheune Stuttgarter Straße 19, Froschgasse 18/2                                            | Stuttgarter Straße 19, Froschgasse 18/2 | Mitte 17. Jahrhundert       | Geschützt nach § 2 DSchG |    |
| Weitere Bilder | Wohn- und Geschäftshaus Stuttgarter Straße 22                                                           | Stuttgarter Straße 22 | 15./16. Jahrhundert         | Geschützt nach § 2 DSchG |    |
|                | Wohn- und Geschäftshaus Stuttgarter Straße 24                                                           | Stuttgarter Straße 24 | spätes 19. Jahrhundert      | |    |
|                | Holzplastik Stuttgarter Straße 26                                                                       | Stuttgarter Straße 26 | um 1700                     | Halbfigur einer Glücksgöttin mit Füllhorn am Giebel des Hauses. Geschützt nach § 2 DSchG |    |
|                | Wohn- und Geschäftshaus Stuttgarter Straße 28                                                           | Stuttgarter Straße 28 | 18. Jahrhundert             | |    |
|                | Gärten Stuttgarter Straße, Froschgasse (Flst.Nr. 34/1, 34/48, 34/50)                                    | Stuttgarter Straße, Froschgasse |                             | Hausgärten zwischen der Nebengasse der Froschgasse und den Gebäuden Stuttgarter Straße 7 und 9. |    |
| Weitere Bilder | Wohn- und Geschäftshaus Tübinger Straße 1                                                               | Tübinger Straße 1 | 1680                        | Geschützt nach § 2 DSchG |    |
|                | Wohnhaus mit Scheune Tübinger Straße 2                                                                  | Tübinger Straße 2 | Mitte 17. Jahrhundert       | Geschützt nach § 2 DSchG |    |
|                | Spitalkirche zum Heiligen Geist                                                                         | Tübinger Straße 4 | um 1400                     | |    |
|                | Wohn- und Geschäftshaus Tübinger Straße 5                                                               | Tübinger Straße 5 | 17. Jahrhundert             | |    |
|                | Wohn- und Geschäftshaus Tübinger Straße 8                                                               | Tübinger Straße 8 | 17. Jahrhundert             | Geschützt nach § 2 DSchG |    |
| Weitere Bilder | Wohn- und Geschäftshaus Tübinger Straße 9                                                               | Tübinger Straße 9 | 17. Jahrhundert             | Geschützt nach § 2 DSchG |    |
|                | Wohn- und Geschäftshaus Tübinger Straße 11                                                              | Tübinger Straße 11 | 17. Jahrhundert             | Geschützt nach § 2 DSchG |    |
|                | Wohn- und Geschäftshaus Tübinger Straße 12                                                              | Tübinger Straße 12 | Mitte 17. Jahrhundert       | Geschützt nach § 2 DSchG |    |
|                | Wohn- und Geschäftshaus Tübinger Straße 13                                                              | Tübinger Straße 13 | Mitte 17. Jahrhundert       | Geschützt nach § 2 DSchG |    |
|                | Wohn- und Geschäftshaus Tübinger Straße 15                                                              | Tübinger Straße 15 | 17./18. Jahrhundert         | Geschützt nach § 2 DSchG |    |
|                | Wohn- und Geschäftshaus Tübinger Straße 16                                                              | Tübinger Straße 16 | 17. Jahrhundert             | Geschützt nach § 2 DSchG |    |
|                | Wohn- und Geschäftshaus Tübinger Straße 18                                                              | Tübinger Straße 18 | 17. Jahrhundert             | Geschützt nach § 2 DSchG |    |
|                | Wohn- und Geschäftshaus Tübinger Straße 20                                                              | Tübinger Straße 20 | 1638                        | Das Wohn- und Geschäftshaus ist ein schmales Fachwerkhaus mit drei Stockwerken und einem massiven Erdgeschoss und Satteldach über zwei Dachgeschossebenen mit Schleppgaube. Geschützt nach § 2 DSchG |    |
|                | Wohn- und Geschäftshaus Tübinger Straße 21                                                              | Tübinger Straße 21 | 17. Jahrhundert             | Das dreistöckige, verputzte Fachwerkhaus ist über einem massiven Erdgeschoss mit Ladeneinbau erbaut. Das Satteldach erstreckt sich über zwei Dachgeschossebenen mit Schleppgaube. |    |
| Weitere Bilder | Gasthaus „Adler“                                                                                        | Tübinger Straße 22 | 17. Jahrhundert             | Das zweistöckige, verputzte Fachwerkhaus ist über einem massiven Erdgeschoss erbaut. Das Satteldach erstreckt sich über drei Dachgeschossebenen mit Halbwalmgaube. Geschützt nach § 2 DSchG |    |
|                | Wohn- und Geschäftshaus Tübinger Straße 24                                                              | Tübinger Straße 24 | 18. Jahrhundert             | Das zweistöckige, verputzte Fachwerkhaus ist über einem massiven Erdgeschoss mit Ladeneinbau erbaut. Das Mansarddach erstreckt sich über zwei Dachgeschossebenen mit modernen Gauben. Geschützt nach § 2 DSchG |    |
|                | Gasthaus „Hirsch“                                                                                       | Tübinger Straße 25 | 17. Jahrhundert             | Das zweistöckige, verputzte Fachwerkhaus ist über einem massiven Erdgeschoss mit Ladeneinbau erbaut. Das Satteldach erstreckt sich über zwei Dachgeschossebenen und weist im Giebel eine plastische Kopfdarstellung auf. Geschützt nach § 2 DSchG                                                                                       |    |
|                | Wohn- und Geschäftshaus Tübinger Straße 26                                                              | Tübinger Straße 26 | 17. Jahrhundert             | Auf einem Erdgeschoss in Massivbauweise mit modernem Ladeneinbau ist ein zweigeschossiges Fachwerkhaus errichtet. Prägend sind Geschoßvorstöße, kielbogig gefaste Schwellbalken, geschweifte Bänder, Andreaskreuze und Rautenmotiv. Geschützt nach § 2 DSchG                                                                            |    |
|                | Einhaus Tübinger Straße 27                                                                              | Tübinger Straße 27 | 17. Jahrhundert             | Das Einhaus ist ein zweieinhalbgeschossiges, verputztes Fachwerkhaus. Der Sockel ist massiv, die giebelseitige Toreinfahrt in Form eines Einhauses gestaltet. Geschützt nach § 2 DSchG |    |
|                | Wohn- und Geschäftshaus Tübinger Straße 28                                                              | Tübinger Straße 28 | Mitte 17. Jahrhundert       | Auf einem massiven Erdgeschoss, in dem sich ein moderner Ladeneinbau befindet, erhebt sich das dreigeschossige Fachwerkhaus. Geschützt nach § 2 DSchG |    |
| Weitere Bilder | Ehemaliges sog. Steinhaus, Stiftsfruchtkasten und Kelter, Heimatmuseum                                  | Tübinger Straße 30 | 1683                        | An der südöstlichen Stadtmauerecke befindet sich das dreigeschossige, teilweise verputzte Fachwerkhaus. An der südöstlichen Ecke befinden sich ein runder Eckerker und Zwillingsarkaden. Geschützt nach § 2 DSchG |    |
|                | Wohnhaus Tübinger Straße 31                                                                             | Tübinger Straße 31 | Mitte 19. Jahrhundert       | Das zweigeschossige Wohnhaus ist in Massivbauweise errichtet und verputzt, das Satteldach verläuft über zwei Dachgeschossebenen. Auf der Nordseite befinden sich moderne Schleppgauben, mittig auf der Straßenseite findet sich ein Zwerchhaus. Geschützt nach § 2 DSchG                                                                |    |
|                | Wohnhaus Tübinger Straße 31/1 (ehemalige Scheune)                                                       | Tübinger Straße 31/1 | um 1770                     | Das zweigeschossige Fachwerkhaus ist über einem giebelseitig massivem Erdgeschoss errichtet. An der Traufseite befindet sich in der mittleren Achse die ehemalige Toreinfahrt. Auffällig sind die Geschoßvorstöße. Das Satteldach erstreckt sich über drei Dachgeschossebenen und hat eine große Schleppgaube. Geschützt nach § 2 DSchG |    |
|                | Wohn- und Geschäftshaus Tübinger Straße 32                                                              | Tübinger Straße 32 | Anfang 19. Jahrhundert      | Das zweigeschossige Fachwerkhaus ist verputzt. Das gemauerte Erdgeschoss enthält einen Ladeneinbau, das Satteldach erstreckt sich über drei Dachgeschossebenen und hat eine große Schleppgaube. |    |
|                | Laufbrunnen                                                                                             | Tübinger Straße bei Nr. 22 (Karte) | um 1905                     | Der Gusseiserner Laufbrunnen befindet sich neben dem Gasthaus Adler (Tübinger Straße 22), Es handelt sich um einen Rechtecktrog der mit Blumenmotiven geschmückt ist, Der Brunnenstock ist mit Pinienzapfen, der Wasserlauf mit einem Fischmotiv verziert.                                                                              |    |

### Außerhalb der Gesamtanlage Altstadt
| Bild | Bezeichnung              | Lage                                                                               | Datierung | Beschreibung | ID |
| ---- | ------------------------ | ---------------------------------------------------------------------------------- | --------- | --- | -- |
|      | vordere und hintere Burg | Herrenberg, Flur Schloßberg, Stückhaus, Hinter dem Schloß (Karte)                  | 1228      | abgegangene vordere und hintere Burg Geschützt nach § 2 DSchG                                                   | BW |
|      | Wüstung Mühlhausen       | Herrenberg, Flur Zu Mühlhausen Gültsteiner Straße und Bereich Tennisplätze (Karte) | 775       | als Siedlungsrest bis ins 18. Jahrhundert bestehend Geschützt nach § 2 DSchG                                    | BW |
|      | Zweite Ammermühle        | Herrenberg, Zweite Ammermühle 1 (Karte)                                            | 1383      | zweigeschossiger Putzbau mit Krüppelwalmdach von 1759 sowie zugehörige Ökonomiegebäude Geschützt nach § 2 DSchG |    |

### Affstätt
| Bild | Bezeichnung                                                              | Lage                                            | Datierung | Beschreibung                                                               | ID |
| ---- | ------------------------------------------------------------------------ | ----------------------------------------------- | --------- | -------------------------------------------------------------------------- | -- |
|      | Wohnhaus Conrad-Weiser-Straße 1                                          | Affstätt, Conrad-Weiser-Straße 1 (Karte)        |           | Erhaltenswertes historisches Gebäude                                       | BW |
|      | Doppel-Wohn-Stallhaus Conrad-Weiser-Straße 2, 4                          | Affstätt, Conrad-Weiser-Straße 2, 4 (Karte)     |           | Geschützt nach § 2 DSchG                                                   | BW |
|      | Stallscheunen (Sachgesamtheit mit 2 und 4) Conrad-Weiser-Straße 2/1, 4/2 | Affstätt, Conrad-Weiser-Straße 2/1, 4/2 (Karte) |           | Geschützt nach § 2 DSchG                                                   | BW |
|      | Scheune Conrad-Weiser-Straße 6/1                                         | Affstätt, Conrad-Weiser-Straße 6/1 (Karte)      |           | Geschützt nach § 2 DSchG                                                   | BW |
|      | Zehntscheune Conrad-Weiser-Straße 7                                      | Affstätt, Conrad-Weiser-Straße 7 (Karte)        |           | Geschützt nach § 2 DSchG                                                   | BW |
|      | Wohnhaus Conrad-Weiser-Straße 8                                          | Affstätt, Conrad-Weiser-Straße 8 (Karte)        |           | Erhaltenswertes historisches Gebäude                                       | BW |
|      | Wohn-Stallhaus Conrad-Weiser-Straße 11                                   | Affstätt, Conrad-Weiser-Straße 11 (Karte)       |           | Erhaltenswertes historisches Gebäude                                       | BW |
|      | Gehöft Conrad-Weiser-Straße 15                                           | Affstätt, Conrad-Weiser-Straße 15 (Karte)       |           | Erhaltenswertes historisches Gebäude                                       | BW |
|      | Trafoturm Conrad-Weiser-Straße 19                                        | Affstätt, Conrad-Weiser-Straße 19 (Karte)       |           | Erhaltenswertes historisches Gebäude                                       | BW |
|      | Friedhof Conrad-Weiser-Straße                                            | Affstätt, Conrad-Weiser-Straße (Karte)          |           | Geschützt nach § 2 DSchG                                                   | BW |
|      | Backhaus Kaffeeberg 1                                                    | Affstätt, Kaffeeberg 1 (Karte)                  |           | Geschützt nach § 2 DSchG                                                   |    |
|      | Ehemaliges Rathaus und Schule Kaffeeberg 2                               | Affstätt, Kaffeeberg 2 (Karte)                  |           | Geschützt nach § 2 DSchG                                                   |    |
|      | Wohn-Stallhaus Kaffeeberg 5                                              | Affstätt, Kaffeeberg 5 (Karte)                  |           | Erhaltenswertes historisches Gebäude                                       | BW |
|      | Wohn-Stallhaus Kaffeeberg 6                                              | Affstätt, Kaffeeberg 6 (Karte)                  |           | Erhaltenswertes historisches Gebäude                                       | BW |
|      | Wohn-Stallhaus Kaffeeberg 7                                              | Affstätt, Kaffeeberg 7 (Karte)                  |           | Geschützt nach § 2 DSchG                                                   | BW |
|      | Wohn-Stallhaus Kaffeeberg 9                                              | Affstätt, Kaffeeberg 9 (Karte)                  |           | Erhaltenswertes historisches Gebäude                                       | BW |
|      | Wohn-Stallhaus Kaffeeberg 10                                             | Affstätt, Kaffeeberg 10 (Karte)                 |           | Geschützt nach § 2 DSchG                                                   |    |
|      | Wohn-Stallhaus mit Scheune Kaffeeberg 15                                 | Affstätt, Kaffeeberg 15 (Karte)                 |           | Erhaltenswertes historisches Gebäude                                       | BW |
|      | Wohnhaus mit Gastwirtschaft Kuppinger Straße 1                           | Affstätt, Kuppinger Straße 1 (Karte)            |           | Erhaltenswertes historisches Gebäude                                       | BW |
|      | Wohn-Stallhaus Kuppinger Straße 3                                        | Affstätt, Kuppinger Straße 3 (Karte)            |           | Erhaltenswertes historisches Gebäude                                       | BW |
|      | Kirche Kuppinger Straße 7                                                | Affstätt, Kuppinger Straße 7 (Karte)            |           | Geschützt nach § 2 DSchG                                                   |    |
|      | Einhaus mit Brunnen Kuppinger Straße 8                                   | Affstätt, Kuppinger Straße 8 (Karte)            |           | Geschützt nach § 2 DSchG                                                   |    |
|      | Scheune Kuppinger Straße 8                                               | Affstätt, Kuppinger Straße 8 (Karte)            |           | Erhaltenswertes historisches Gebäude                                       | BW |
|      | Alte Schule Kuppinger Straße 11                                          | Affstätt, Kuppinger Straße 11 (Karte)           |           | Erhaltenswertes historisches Gebäude                                       | BW |
|      | Wohn-Stallhaus mit Scheune Kuppinger Straße 15                           | Affstätt, Kuppinger Straße 15 (Karte)           |           | Erhaltenswertes historisches Gebäude                                       | BW |
|      | Wohn-Stallhaus Mühlstraße 85                                             | Affstätt, Mühlstraße 85 (Karte)                 |           | Erhaltenswertes historisches Gebäude                                       | BW |
|      | Doppelscheune Rainstraße 1                                               | Affstätt, Rainstraße 1 (Karte)                  |           | Geschützt nach § 2 DSchG                                                   |    |
|      | Grabhügelgruppe                                                          | Affstätt, Flur Hummelberg                       |           | Westlich von Kuppingen im Wald gelegene Grabhügel Geschützt nach § 2 DSchG |    |

### Gültstein
| Bild           | Bezeichnung                | Lage                                       | Datierung       | Beschreibung                                                                                     | ID |
| -------------- | -------------------------- | ------------------------------------------ | --------------- | ------------------------------------------------------------------------------------------------ | -- |
|                | Wasserburg Gültstein       | Gültstein, Hirsauer Straße/Uferweg (Karte) |                 | Geschützt nach § 2 DSchG                                                                         | BW |
| Weitere Bilder | ev. Pfarrkirche St. Petrus | Gültstein, Gisilostraße 3 (Karte)          | 12. Jahrhundert | ev. Pfarrkirche St. Petrus samt Kirchhofummauerung mit Kirchhofportal. Geschützt nach § 28 DSchG |    |
|                | Gültsteiner Mühle          | Gültstein, Nebringer Straße 2 (Karte)      | 1765            | Geschützt nach § 2 DSchG                                                                         |    |
| Weitere Bilder | Villa Kapp                 | Gültstein, Schloßstraße 31 (Karte)         | 1908            | ehemalige Villa Kapp, sog. Schloss mit Parkanlage Geschützt nach § 2 DSchG                       |    |
|                | Kochmühle                  | Gültstein, Wohnplatz Kochmühle (Karte)     | 1781            | Geschützt nach § 2 DSchG                                                                         | BW |

### Haslach (Herrenberg)
| Bild | Bezeichnung      | Lage                                   | Datierung | Beschreibung | ID |
| ---- | ---------------- | -------------------------------------- | --------- | --- | -- |
|      | Ortsrand Haslach | Haslach (Karte)                        |           | Nordöstlicher historischer Ortsrand in leichter Hanglage mit ev. Kirche von 1790 und Bebauung des 18./19. Jahrhundert in guter Überlieferung. Erhaltenswerter Ortsteil |    |
|      | Backhaus Haslach | Haslach, Hohenzollernstraße 29 (Karte) | 1843      | Das Backhaus von Haslach wurde 1843 als Back- und Waschhaus errichtet und liegt am nordöstlichen Ortsrand von Haslach                                                  |    |
|      | Rathaus Haslach  | Haslach, Hohenzollernstraße 33 (Karte) | 1827      | Das Rathaus von Haslach wurde 1827 als Schul- und Rathaus mit Lehrerwohnung errichtet und liegt am nordöstlichen Ortsrand von Haslach                                  |    |
|      | Brunnen          | Haslach (Karte)                        | 1868      | Der Brunnen vor der Kirche St. Jakobus liegt am nordöstlichen Ortsrand von Haslach                                                                                     |    |

### Kayh
| Bild           | Bezeichnung                | Lage                                | Datierung       | Beschreibung | ID |
| -------------- | -------------------------- | ----------------------------------- | --------------- | --- | -- |
| Weitere Bilder | ev. Pfarrkirche St. Marien | Kayh, Herrenberger Straße 1 (Karte) | 14. Jahrhundert | Kirche samt Kirchhofmauer, Pfarrhaus und benachbart gelegenem Rathaus samt Kelter des 16. Jahrhunderts Geschützt nach § 28 DSchG |    |

### Kuppingen
| Bild           | Bezeichnung     | Lage                                                                     | Datierung | Beschreibung                                                                    | ID |
| -------------- | --------------- | ------------------------------------------------------------------------ | --------- | ------------------------------------------------------------------------------- | -- |
|                | Grabhügelfeld   | Kuppingen, Kuppingen, Flur Neuen, Flur Nasse Platten, Flur Königssträßle |           | Südwestlich von Kuppingen im Wald gelegene Grabhügel. Geschützt nach § 12 DSchG |    |
| Weitere Bilder | ev. Pfarrkirche | Kuppingen, Knappengasse 21 (Karte)                                       | um 1300   | Kirche samt Kirchhofmauer Geschützt nach § 28 DSchG                             |    |
|                | Altes Schulhaus | Kuppingen, Knappengasse 24 (Karte)                                       |           | [ 1 ]                                                                           | BW |

### Mönchberg
| Bild | Bezeichnung | Lage                               | Datierung | Beschreibung | ID |
| ---- | ----------- | ---------------------------------- | --------- | --- | -- |
|      | ev. Kirche  | Mönchberg, Kirchplatz 2, 4 (Karte) |           | Kirche mit nebenstehendem, romanischem Kapellenturm des ehem. Hirsauischen Klosterpfleghofes sowie Friedhofsmauer Geschützt nach § 28 DSchG |    |

### Oberjesingen
| Bild | Bezeichnung      | Lage                                  | Datierung | Beschreibung                       | ID |
| ---- | ---------------- | ------------------------------------- | --------- | ---------------------------------- | -- |
|      | Alte Schmiede    | Oberjesingen, Hägisstraße (Karte)     |           | Alte Schmiede                      | BW |
|      | Ehemalige Schule | Oberjesingen, Kocherstraße 20 (Karte) |           | Ehemalige Schule, jetzt Bürgerhaus | BW |